# إكس بوكس 360
جهاز إكس بوكس 360 (بالإنجليزية: Xbox 360) هو ثاني نظام ألعاب فيديو أنتجته شركة مايكروسوفت وطورته بالتعاون مع آي بي إم وATI وSiS كخليفة لجهاز إكس بوكس الأصلي. تم الكشف عنه رسمياً على قناة MTV في 12 مايو 2005، وتم الإعلان عن معلومات الإطلاق والألعاب بالتفصيل لاحقاً في ذلك الشهر في معرض الترفيه الإلكتروني لعام 2005 (E3). جهاز إكس بوكس 360 ينافس كل من السوني بلاي ستيشن 3 والنينتندو وي.
يتميز إكس بوكس 360 بخدمة Xbox Live على الإنترنت، والتي تم توسيعها من إصدارها السابق على إكس بوكس الأصلي وتلقيت تحديثات منتظمة طوال عمر الجهاز. تتوفر خدمة Xbox Live بشكل مجاني أو بالاشتراك، وتتيح للمستخدمين لعب الألعاب عبر الإنترنت، وتنزيل الألعاب وعروض الألعاب، وشراء وبث الموسيقى، والبرامج التلفزيونية . تم إصدار ملحقات للجهاز، بما في ذلك أجهزة التحكم اللاسلكية، وتوسعة سعة التخزين، وكاميرا استشعار الحركة Kinect.
تم إطلاق إكس بوكس 360 عالمياً بين 2005 و2006، وكان في البداية نادراً في العديد من المناطق. عانت النسخ الأولى من الجهاز من مشاكل تقنية مثل "حلقة الموت الحمراء"، مما استدعى تمديد فترة الضمان. أصدرت مايكروسوفت نموذجين معاد تصميمهما للجهاز: Xbox 360 S في 2010 وXbox 360 E في 2013. يعتبر إكس بوكس 360 تاسع أعلى وحدة ألعاب منزلية مبيعاً في التاريخ، وأعلى وحدة مبيعاً من قبل شركة أمريكية. على الرغم من أنه لم يكن الأفضل مبيعاً في جيله، إلا أن جهاز إكس بوكس 360 اعتبر الأكثر تأثيراً بفضل تركيزه على توزيع الوسائط الرقمية والألعاب المتعددة اللاعبين على Xbox Live.
تم إصدار خليفة جهاز إكس بوكس 360، إكس بوكس ون (بالإنجليزية: Xbox One)، في 22 نوفمبر 2013. في 20 أبريل 2016، أعلنت مايكروسوفت أنها ستنهي إنتاج أجهزة إكس بوكس 360 الجديدة، مع استمرار دعم النظام.
في 17 أغسطس 2023، أعلنت مايكروسوفت أنه اعتباراً من 29 يوليو 2024، سيتوقف متجر ألعاب إكس بوكس 360 عن تقديم عمليات الشراء الجديدة، وسيتم إيقاف عمل تطبيق (Microsoft Movies & TV)، لكن سيظل الجهاز قادراً على تنزيل وتشغيل المحتوى الذي تم شراؤه مسبقاً واللعب الجماعي.
وآخر لعبة رسمية أُصدرت للنظام كانت Just Dance 2019، التي أُصدرت في 23 أكتوبر 2018 في أمريكا الشمالية، وفي 25 أكتوبر في أوروبا وأستراليا.

## تاريخ تطوير اكس بوكس 360
خلال فترة التطوير، عُرف جهاز إكس بوكس 360 بأسماء متعددة منها: Xbox Next, , Xbox 2, Xbox FS أو NextBox. بدأت فكرة جهاز إكس بوكس 360 في أوائل عام 2003.
في فبراير 2003، بدأت مايكروسوفت في تخطيط منصة البرمجيات الجديدة الخاصة بالجهاز، والتي قادها نائب رئيس مايكروسوفت، جاي ألارد. في نفس الشهر، نظمت مايكروسوفت حدثًا لـ 400 مطور في بيلفيو، واشنطن، لجذب دعمهم للنظام الجديد. أيضًا في ذلك الوقت، انضم بيتر مور، الرئيس السابق لشركة سيجا أمريكا، إلى مايكروسوفت.
في 12 أغسطس 2003، وقعت شركة ATI عقدًا لتصنيع وحدة معالجة الرسوميات للجهاز الجديد،
استخدمت مايكروسوفت أجهزة Apple Power Mac G5 كبيئة اختبار لأن معالج PowerPC 970 الذي فيها فيها يشبه كثيرًا المعالج الذي سيستخدم في إكس بوكس 360. هذا سمح للمطورين بتصميم واختبار الألعاب والبرامج في بيئة مشابهة لما ستكون عليه في الجهاز النهائي.
وتم تطوير معالج Xenon الخاص بجهاز اكس بوكس 360
وتم استخدام نسخة معدلة من بنية معالج Cell Processor، وهو المعالج المستخدم في جهاز PlayStation 3 كان فريق IBM يعمل على تطوير معالج Xenon بسرية دون إخبار شركائهم (سوني وتوشيبا)

## اصدار جهاز اكس بوكس 360
تم إصدار جهاز إكس بوكس 360 في 22 نوفمبر 2005 في الولايات المتحدة وكندا؛ في 2 ديسمبر 2005 في أوروبا وفي 10 ديسمبر 2005 في اليابان. تم إطلاقه لاحقًا في المكسيك، البرازيل، تشيلي، كولومبيا، هونغ كونغ، سنغافورة، كوريا الجنوبية، تايوان، أستراليا، نيوزيلندا، جنوب إفريقيا، الهند، وروسيا. في عامه الأول في السوق، تم إطلاق النظام في 36 دولة، وهو عدد دول أكثر من أي جهاز ألعاب آخر تم إطلاقه في عام واحد ( في ذلك الوقت )

## المواصفات التقنية

### عام
- التحكم: لاسلكي 2.4 جيجا هيرتز
- الوزن: 7.7 رطل
- الشكل: عمودي أو أفقي
- الأبعاد: 12.15 × 3.27 × 10.15

### الذاكرة
- ذاكرة النظام: 512ميقابايت مشتركة مع معالج الرسوميات.
- نشاط الذاكرة الرئيسية: 700 ميجاهيرتز في الثانية

### ملاحظة
في الأصل، كان جهاز إكس بوكس 360 مزودًا بذاكرة وصول عشوائي (RAM) بحجم 256 ميغابايت فقط، لكن شركة Epic، مطور لعبة Gears of War، أظهرت لمايكروسوفت أن الجهاز يجب أن يحتوي على 512 ميغابايت من الذاكرة لتحسين الأداء بشكل كبير.

### المعالج
- مواصفات المعالج المركزي: ثلاث أنوية كل منها بخطي معالجة مستقلين
- قياس أدوات التسويق: 1 TFLOP
- سرعة المعالج: 3.2 جيجا هيرتز
- المعالج: Custom آي بي إم PowerPC وحدة معالجة مركزية

### معالج الرسوم
- معالج الرسوم: Custom ATI Processor
- ذاكرة بطاقة الشاشة: 512ميقابايت مشتركة مع المعالج المركزي.
- أداء المعالج المركزي: تسعة مليارات عملية في الثانية
- المضلعات: 500 مليون مضلع

### الربط والتمديد
- السواقات: DVD-Video, DVD-ROM, DVD-R/RW, DVD+R/RW, CD-DA, قرص مضغوط، CD-R, قرص مضغوط قابل لإعادة الكتابة، WMA CD, إم بي 3 CD, JPEG Photo CD
- أساليب الاتصال: Wi-Fi، 3 يو إس بي واي فاي، فتحتين ذاكرة متنقلة، إيثرنت (RJ45)
- الكنترولر «يد التحكم»: إمكانية ربط 4 لاسلكي و 3 عبر فتحات الـUSB
- ذاكرة قابلة للأزالة «هارد ديسك»: 20، 60، 120، 250 GB
- كرت تخزين «ميموري كارد»: 64، 256، 512 MB

### يمكنه
تشغيل برنامج الميديا سينتر، الإكس بوكس لايف، إمكانية جعل الجهاز عمودي أو أفقي هارد ديسك 4GB أو 20GB أو 120GB أو 250GB أو 60GB. من أهم الخصائص الأخرى التي يتميز بها جهاز الإكس بوكس 360 هو إمكانية تأجير الأفلام من منافذها الموجودة على الإنترنت كما أنه يتيح إمكانية مشاهدة أفلام الدي في دي عالية التقنية عن طريق تزويده بكارت دي في دي.

### الصوت
- الصوت المحيطي: 3D
- إمكانية تشغيل الصوت المحيطي الثلاثي الابعاد ذو التردد الموجي العالي والمنخفض

### مساحة التخزين
تم إنتاج العديد من وحدات الأقراص الصلبة( HDD) بأحجام مختلفة، بما في ذلك خيارات بسعات 20، 60، 120، 250، 320، أو 500 جيجابايت.

## الخدمات

### اكس بوكس لايف
Xbox Live هو خدمة الألعاب عبر الإنترنت لجهاز إكس بوكس 360.وهناك نوعان من الخدمة الاول مجاني (Xbox Live Free) إلى جانب الخدمة المدفوعة التي تسمى ( Gold ) .
Xbox Live Free متاح مجانًا مع جميع الأجهزة، ويسمح للمستخدمين:
- إنشاء ملف تعريف شخصي.
- الانضمام إلى لوحات الرسائل.
- الوصول إلى Xbox Live Arcade وMarketplace.
- التحدث مع الأعضاء الآخرين.

مع ذلك، لا يدعم حساب Live Free العب الجماعي عبر الانترنت .
Xbox Live Gold يتضمن جميع ميزات حساب Free بالإضافة إلى قدرة اللعب الجماعي عبر الإنترنت
تبلغ تكلفة اشتراك Xbox Live Gold السنوية 59.99 دولار أمريكي. في 5 يناير 2011، وصل عدد مشتركي Xbox Live إلى أكثر من 30 مليون مشترك.

### Xbox Live Marketplace
هو سوق رقمي مصمم لجهاز إكس بوكس 360، يتيح لمستخدمي Xbox Live تحميل المحتوى المشتراة أو الترويجي. تشمل الخدمة عروض الأفلام والألعاب، النسخ التجريبية من الألعاب (الديمو)، وألعاب المطورين المستقلين (ألعاب الإندي). بالإضافة إلى ذلك، يمكن للمستخدمين تحميل محتوى إضافي للألعاب (DLC).
ملاحظة : تم إيقاف Xbox 360 Marketplace في 29 يوليو 2024 ( لكن سيظل الجهاز قادراً على تنزيل وتشغيل المحتوى الذي تم شراؤه مسبقاً )

### التوافق المسبق مع الاجهزة السابقة
جهاز إكس بوكس 360 تلقى تحديثات متتابعة من مايكروسوفت منذ إطلاقه في عام 2005 وحتى نوفمبر 2007، مما أتاح له تشغيل بعض الألعاب من جهاز إكس بوكس الأصلي.
انطلق إكس بوكس 360 بدعم التوافق المسبق لعدد من الألعاب، واصلت مايكروسوفت تحديث قائمة الألعاب المتوافقة حتى تثبيت القائمة بشكل نهائي في نوفمبر 2007.
بالإضافة إلى ذلك، في 7 ديسمبر 2007، أتاحت مايكروسوفت شراء بعض ألعاب إكس بوكس الأصلي المتوافقة رقميًا على أجهزة إكس بوكس 360.

## مميزات جهاز إكس بوكس 360 عن باقي المنافسين
جهاز Wii من شركة نينتندو كان منافسًا قويا في سوق الألعاب الإلكترونية بفضل سعره المنخفض، مما جعله الجهاز الأكثر مبيعًا. ومع ذلك، فقد الدعم من شركات الطرف الثالث في سنواته الأخيرة بسبب ضعف مواصفاته التقنية.
أما منافسه الآخر بلاي ستيشن 3 من شركة سوني، فقد واجه صعوبات في البداية بسبب سعره المرتفع ونقص الألعاب الجيدة، لكن مبيعاته تحسنت مع مرور الوقت.
تفوق إكس بوكس 360 بفضل إصدار العديد من الألعاب المميزة من مطورين مختلفين. في عام 2007، حصل على العديد من الجوائز والترشيحات في جوائز نقاد الألعاب. أعلنت مايكروسوفت في مؤتمر مطوري الألعاب لعام 2008 أنها تتوقع توفر أكثر من 1000 لعبة لجهاز إكس بوكس 360 بحلول نهاية العام.
استمتع مالكو إكس بوكس 360 بألعاب حصرية مثل Halo وGears of War. في عامي 2006 و2007، كانت نسخ إكس بوكس 360 من الألعاب المتعددة المنصات تعتبر أفضل من نسخ بلاي ستيشن 3 بسبب صعوبة برمجة بلاي ستيشن 3.

## المشاكل التقنية لجهاز إكس بوكس 360
كان الاصدار الأصلي لجهاز إكس بوكس 360 يعاني من عدة مشاكل تقنية منذ إطلاقه في عام 2005.

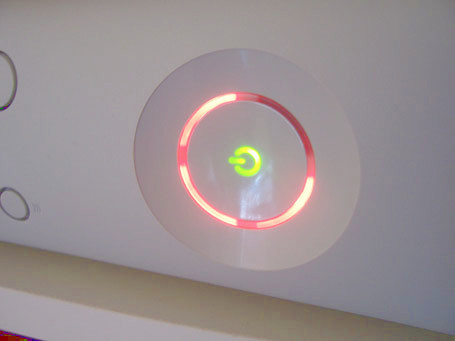
ثلاثة أضواء حمراء تشير إلى خطأ عام يتطلب تصليح الجهاز ، و هي معروفة باسم " حلقة الموت الحمراء" لكن أصبح احتمال حدوثها ضئيل جداً.

اشتكى المستخدمون من مخاوف تتعلق بالموثوقية ونسبة فشل الجهاز.

### إجراءات مايكروسوفت
- تمديد الضمان: قامت مايكروسوفت بتمديد ضمان الجهاز ليشمل ثلاث سنوات لمشاكل فشل الأجهزة التي تنتج خطأ "General Hardware Failure"، بالإضافة إلى المشاكل المتعلقة بكود الخطأ E74.[15]

### شملت التحسينات على الجهاز
- تقليل عدد وحجم المكونات
- إضافة نقاط من الإيبوكسي لتثبيت وحدة المعالجة المركزية ووحدة معالجة الرسوميات، وإضافة مبدد حراري ثانٍ لتبديد الحرارة.

#### نموذج Xbox 360 S و XBOX 360 E
- Xbox 360 S وE: أظهرت هذه الانواع من الاجهزة الجديدة إشارات عند ارتفاع درجة حرارة النظام من خلال وميض زر الطاقة بالأحمر، وتنبيه المستخدم بإيقاف التشغيل الوشيك حتى يبرد النظام.[16]

بهذه التحسينات، حاولت مايكروسوفت تحسين موثوقية الجهاز وتجنب المشاكل التقنية الشائعة.

## الأنواع

### إكس بوكس 360 إس XBOX 360 S

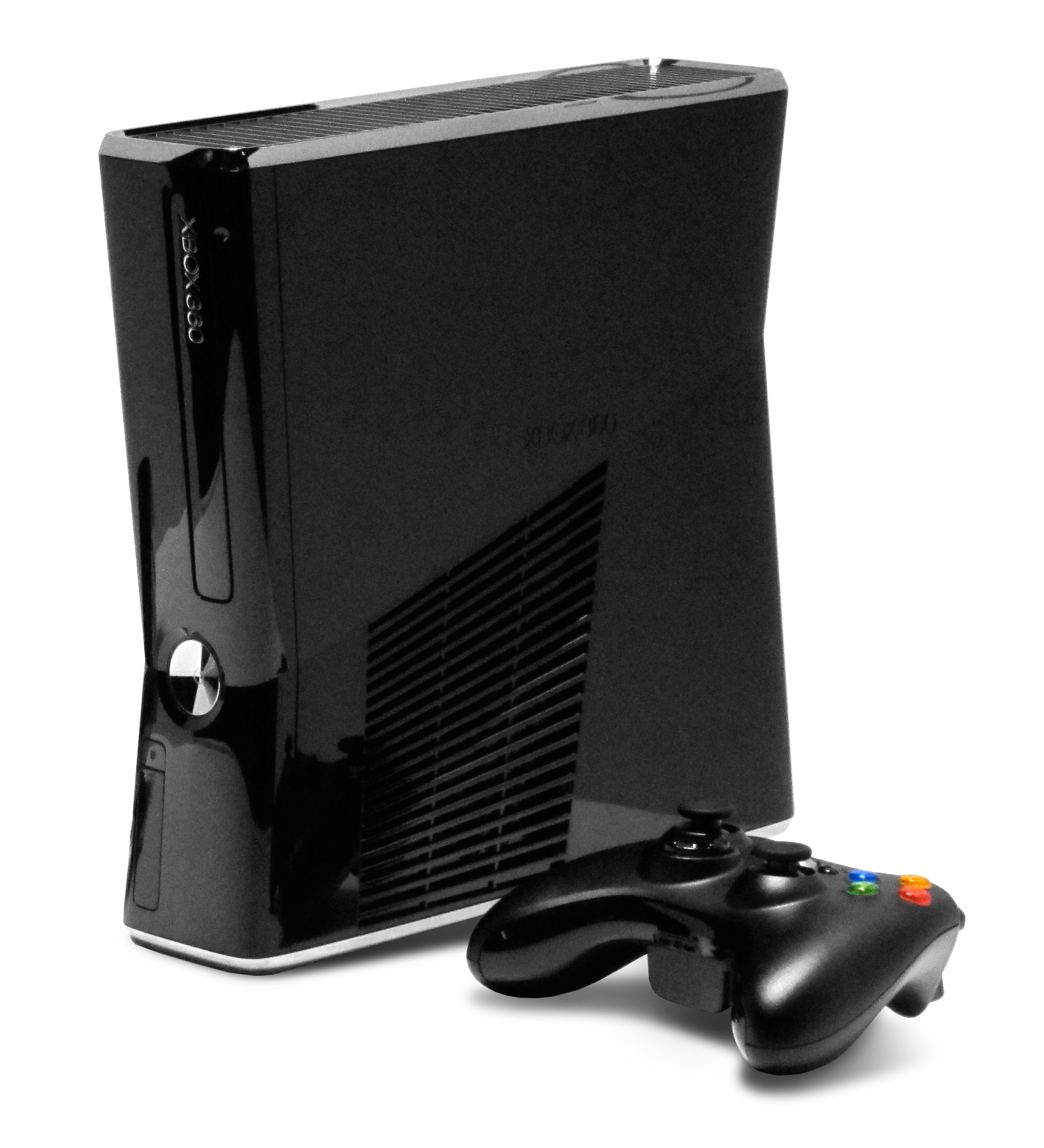
إكس بوكس 360 إس XBOX 360 S.

تم الإعلان عن هذا الجهاز في معرض E3 2010
- هذا النوع يعد أصغر من الجهاز السابق 15% واقل ازعاجا من السابق.
- يحتوي على قرص صلب داخلي بسعة 250 جيجابايت قابل للتغير و320 جيجابايت في طبعة محدودة.
- يحتوي على مودم إنترنت لاسلكي (واي فاي)
- زر إخراج السي دي يعمل باللمس.
- يحتوي على خمسة منافذ USB.
- يدعم جهاز كنيكت (مشروع ناتال).
- سعر هذا الجهاز هو 299$.

### إكس بوكس 360 آركيد
- جهاز إكس بوكس 360
- وسادة تحكم لاسلكية
- بطاقة ذاكرة 256 ميجابايت
- كيبل AV عادي.

### إكس بوكس 360 برو

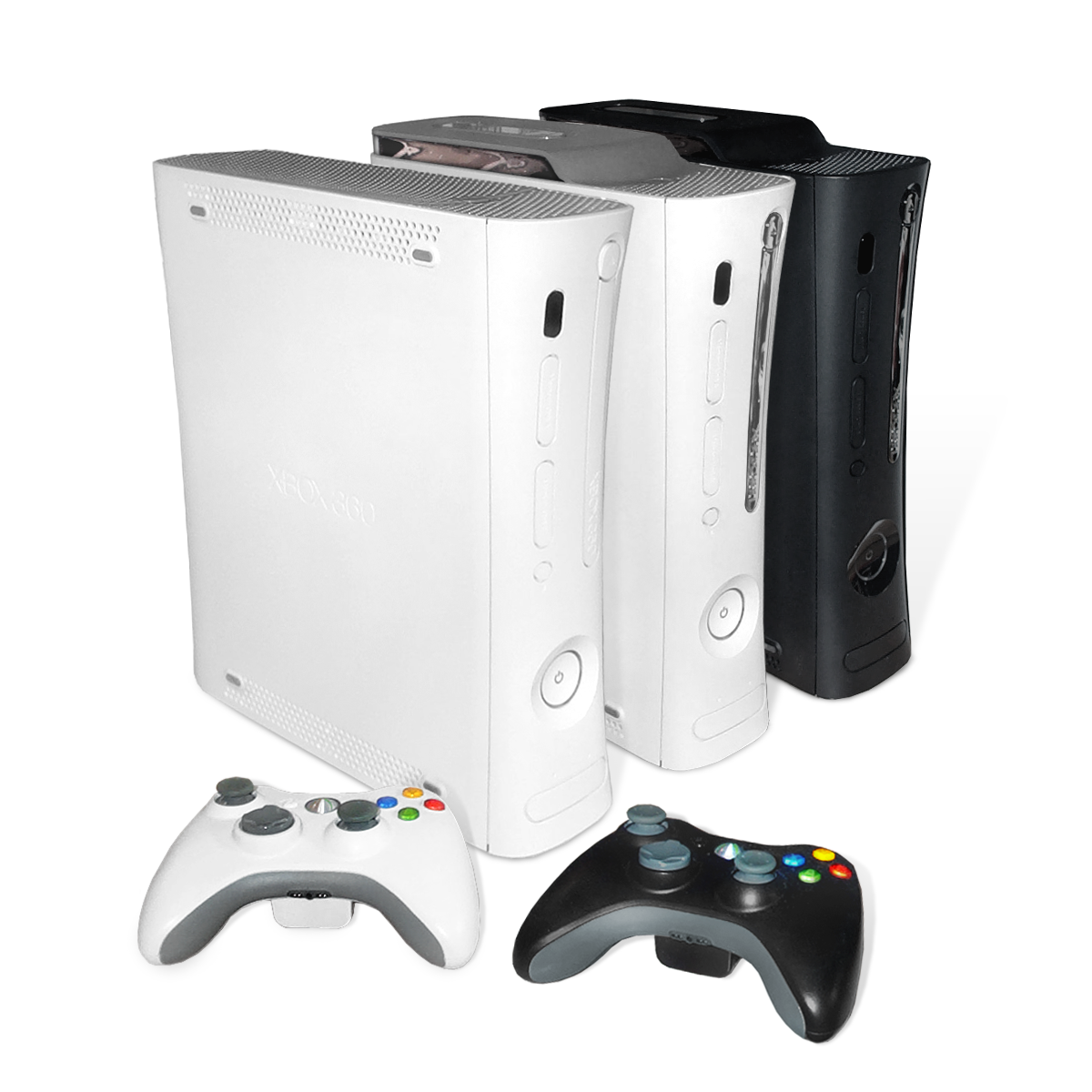
إكس بوكس 360 آركيد ، برو و إليت

- جهاز إكس بوكس 360
- وحدة تحكم لاسلكية
- قرص صلب 60 جيجابايت
- كيبل AV للتفاز العادي والـ HD
  - كبل Network
- سماعة

### إكس بوكس 360 إليت
- جهاز إكس بوكس 360 باللون الأسود
- وسادة تحكم لاسلكية
- قرص صلب 120 جيجابايت باللون الأسود
- كيبل AV للتفاز العادي والـ HD
- كبل Network
- سماعه باللون الأسود
- كيبل واجهة متعدد الوسائط عالي الوضوح

### اكس بوكس 360 e
- آخر إصدار من الاكس بوكس 360
- جهاز اكس بوكس 360 باللون الاسود
- وسادة تحكم لاسلكية
- قرص صلب 250 أو 4 جيجابايت
- كيبل AV للتلفاز العادي
- سماعه باللون الأسود

## إكسسوارات، عتاد
تتوفر العديد من الملحقات لجهاز إكس بوكس 360، بما في ذلك وحدات التحكم السلكية واللاسلكية، وسماعات الرأس للدردشة، وكاميرا الويب للدردشة المرئية، إلى جانب العديد من العناصر الأخرى، جميعها مصممة لتتناسب مع الجهاز.

### الكنكت ( Kinect )
تعتبر الكنكت احد ابرز ملحقات جهاز اكس بوكس 360 وهي تجربة ألعاب وترفيه بدون وحدة تحكم لجهاز إكس بوكس 360. تم الإعلان عنه لأول مرة في 1 يونيو 2009 في معرض الترفيه الإلكتروني، تحت الاسم الرمزي مشروع Natal. يتيح هذا الملحق للمستخدمين التحكم في جهاز إكس بوكس 360 والتفاعل معه بدون استخدام وحدة تحكم عن طريق الإيماءات والأوامر الصوتية والأشياء والصور المقدمة. ملحق الكنكت متوافق مع جميع طرازات إكس بوكس 360، حيث يتصل بالطرازات الجديدة عبر موصل مخصص، وبالطرازات القديمة عبر محول USB ومحول كهرباء .
تم إصداره في 4 نوفمبر 2010.

### الانتقادات على كنكت
على الرغم من أن جهاز كينكت حقق مبيعات كبيرة، إلا أنه واجه انتقادات من مجتمع اللاعبين. كانت معظم ألعابه موجهة للأطفال والمبتدئين في عالم الألعاب، أو ما يعرفون بـ الكاجولز. أدى هذا التركيز إلى استياء اللاعبين الشغوفين بالألعاب، المعروفين بـ الهاردكورز، الذين شعروا بأن مايكروسوفت أهملت احتياجاتهم لصالح الجمهور الأصغر سناً والجدد في عالم الألعاب.

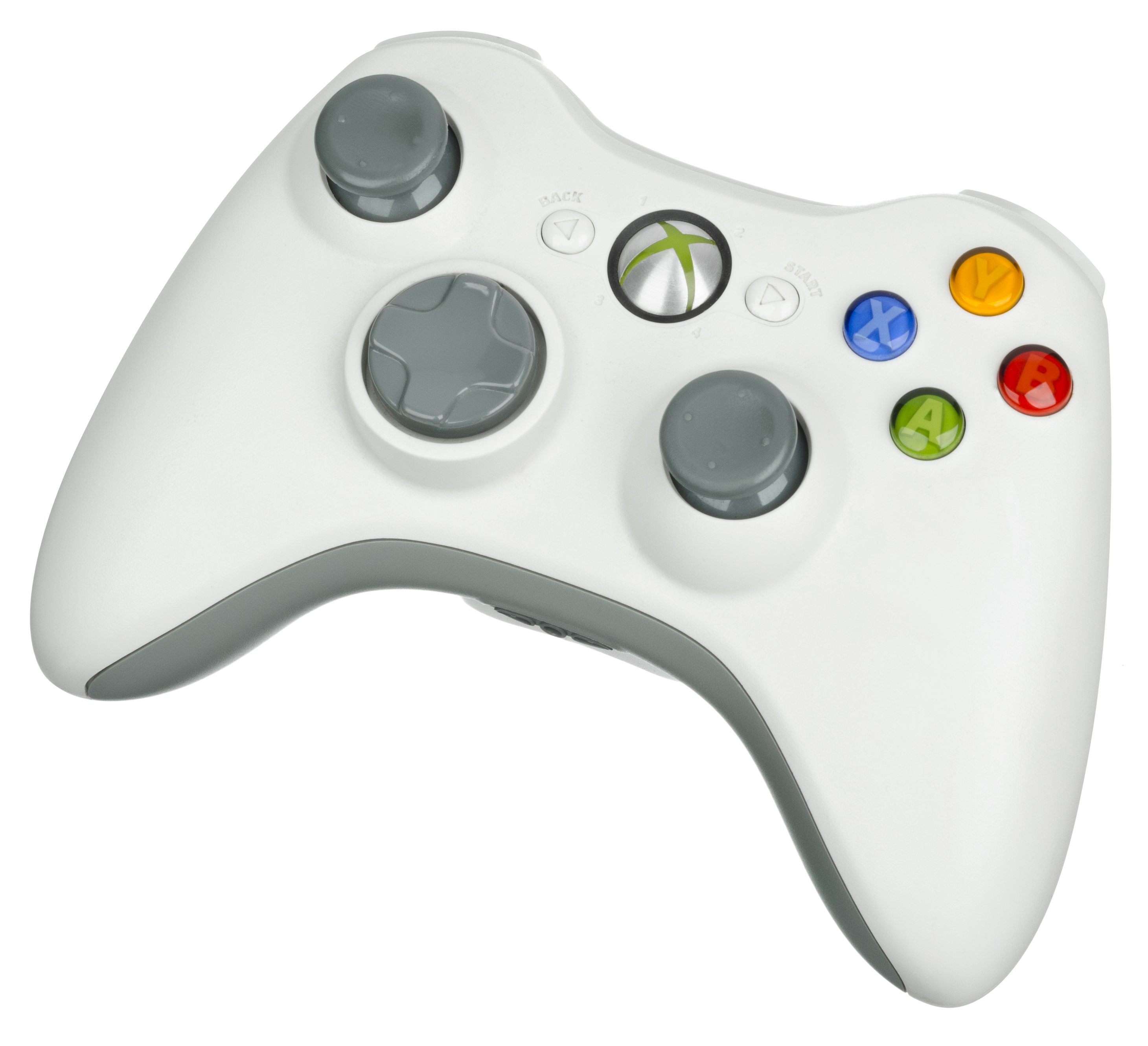
يد تحكم لاسلكية.
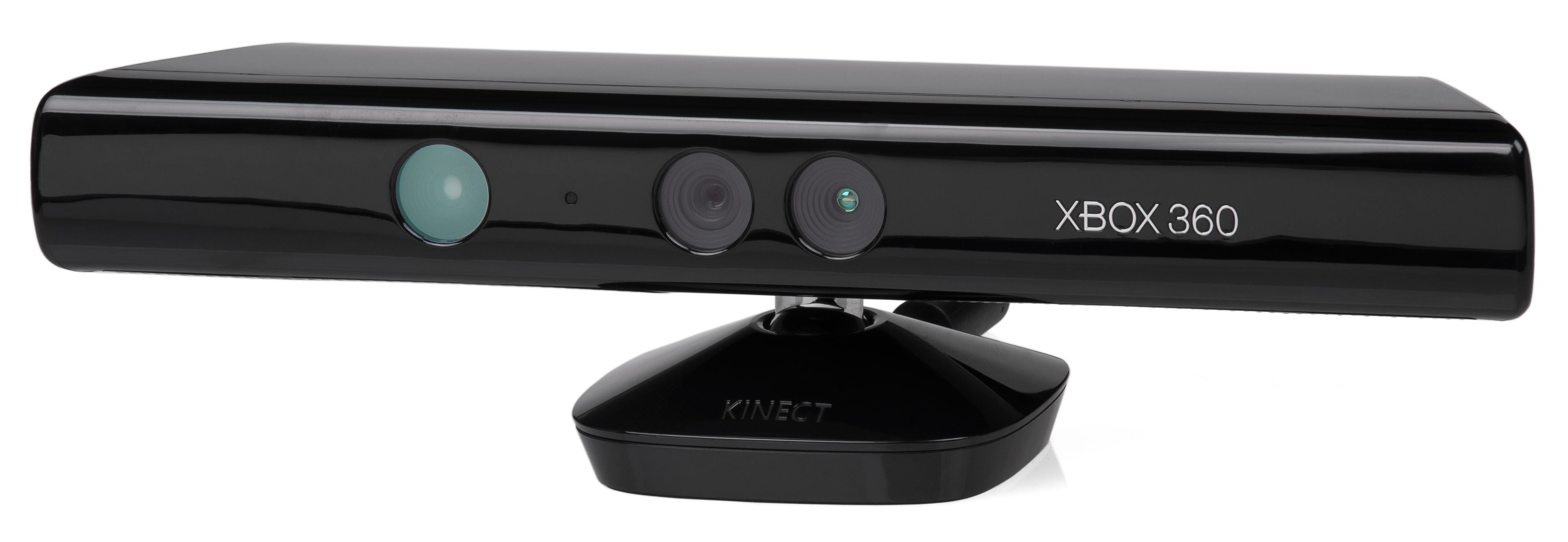
جهاز تحكم كنيكت.
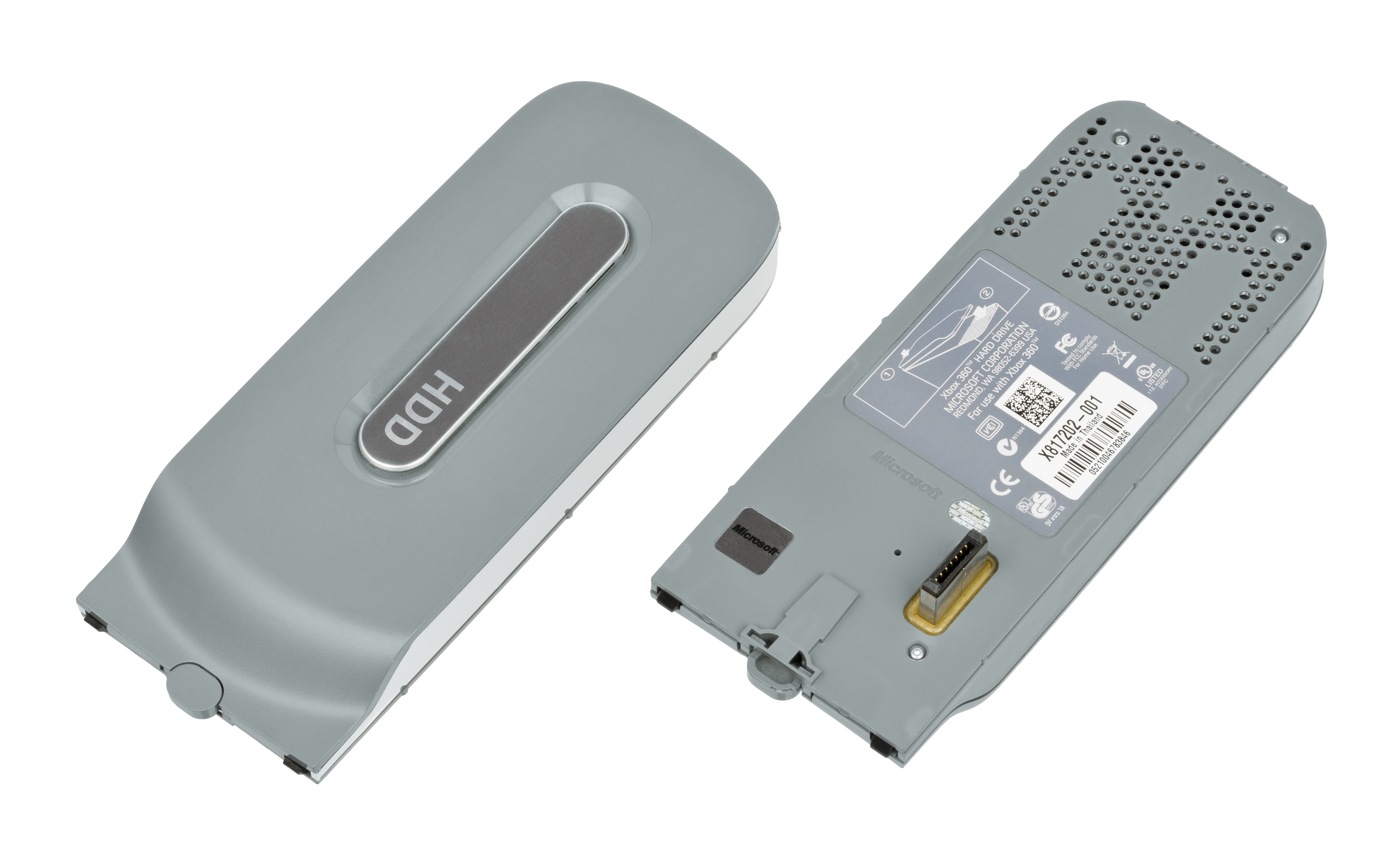
القرص الصلب.
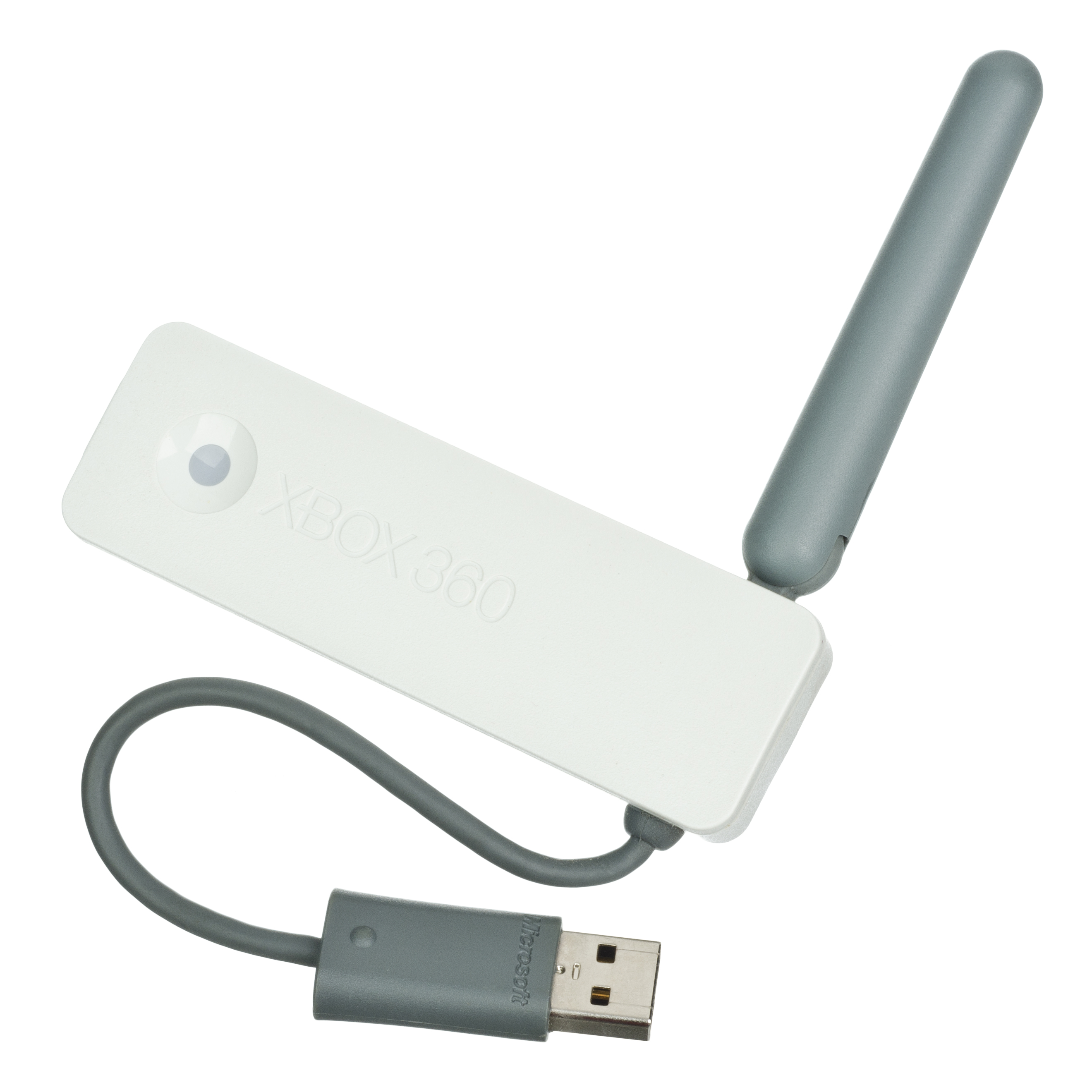
قطعة الاتصال بـ الواي فاي.
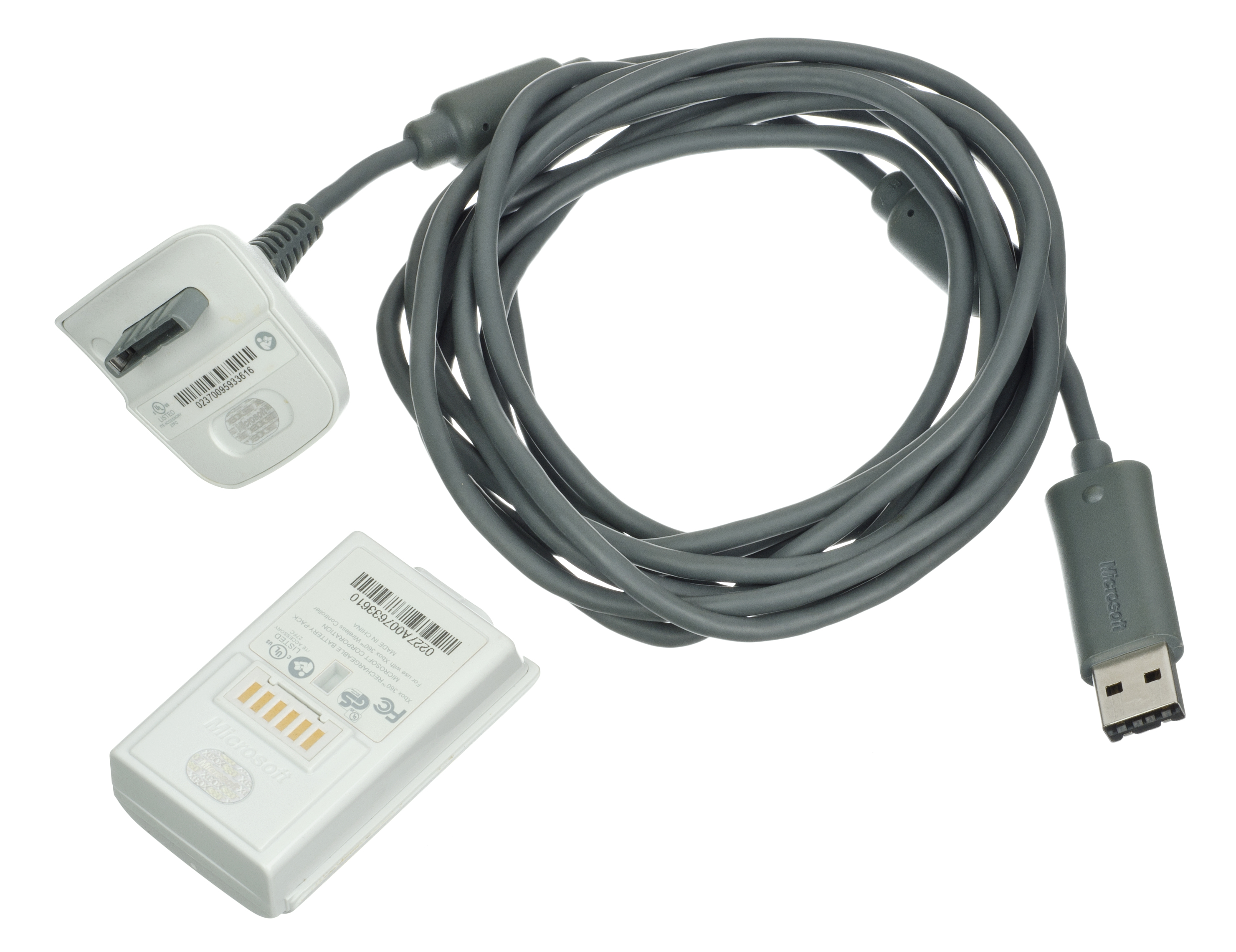
شاحن يد التحكم «بلاي أند شارج كيت».
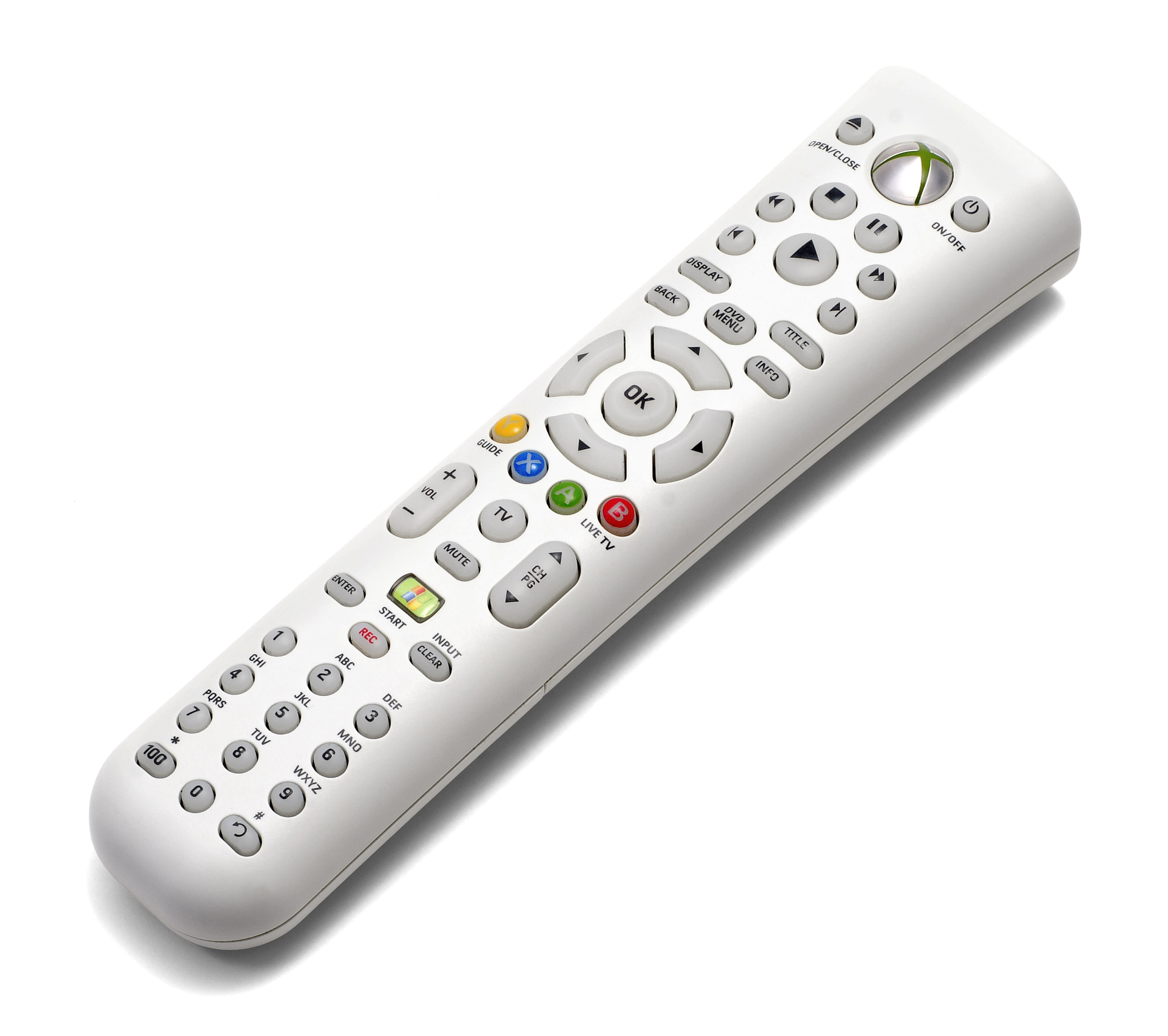
إكس بوكس 360 ريموت.
كاميرا «إكس بوكس لايف فيجن».
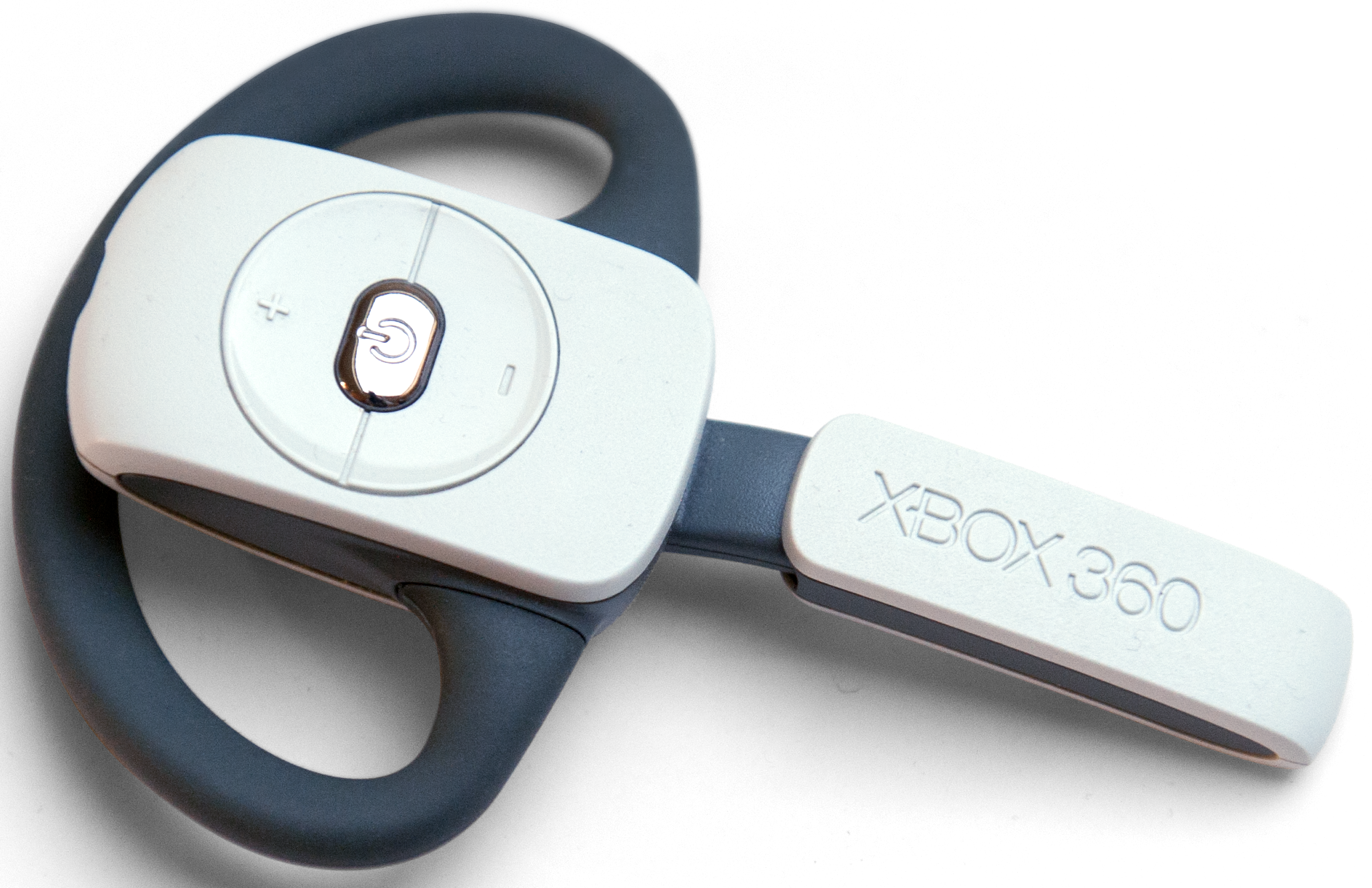
سماعة لاسلكية.
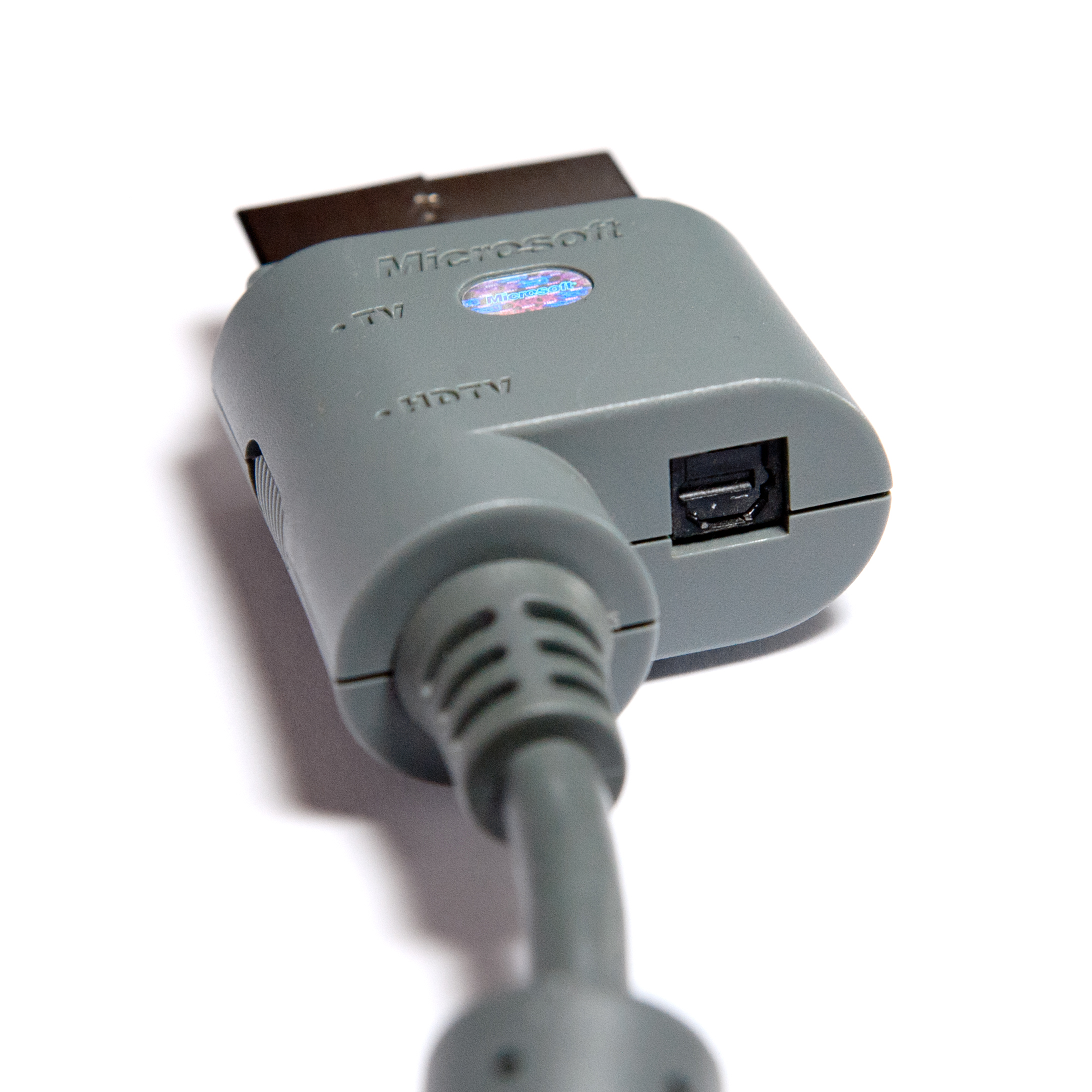
كيبل موصل الصوت و الصورة.
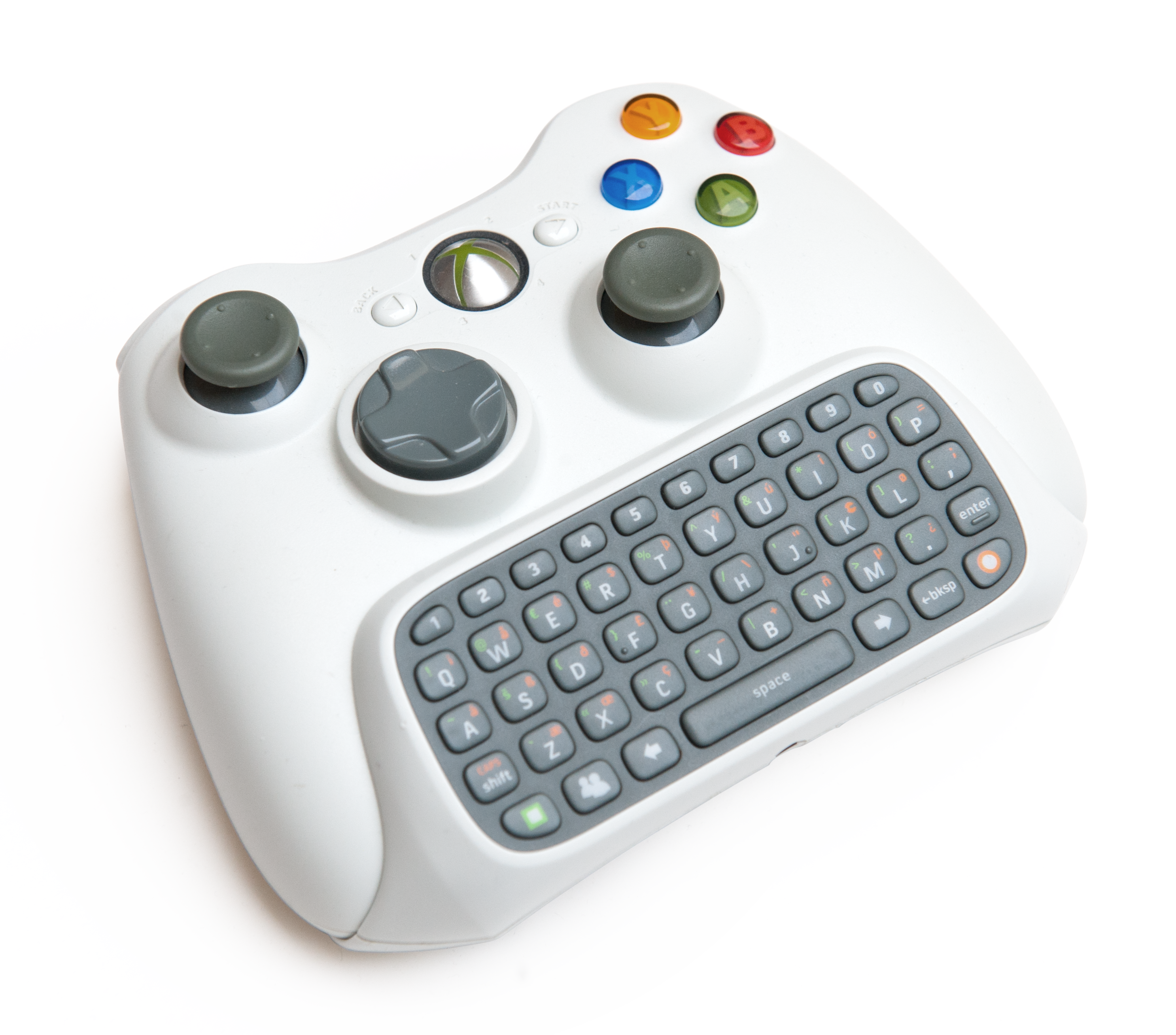
يد تحكم و لوحة مفاتيح «ماسنجر كيت».

## الاستقبال المراجعين والنقاد
في عام 2009، صنفت IGN جهاز إكس بوكس 360 على أنه سادس أفضل وحدة ألعاب فيديو في كل العصور من بين 25 جهاز
وعلى الرغم من أنه لم يكن الجهاز الأكثر مبيعًا في جيله، إلا أن إكس بوكس 360 اعتبر من قبل تك رادار ( وهي هي نشرة بريطانية على الإنترنت تركز على التكنولوجيا ) الجهاز الأكثر تأثيرًا، بفضل تركيزه على توزيع الوسائط الرقمية والألعاب عبر الإنترنت من خلال خدمة Xbox Live، ولجعله و لتوفيره نظام المكافئات عند انجاز شيء معين في لعبة

## المبيعات
| المنطقة                                    | الوحدات المباعة                                           | تاريخ الإصدار الأول |
| ------------------------------------------ | --------------------------------------------------------- | ------------------- |
| الولايات المتحدة                           | 38.8 مليون حتى 27 يونيو 2013                              | 22 نوفمبر 2005      |
| منطقة EMEA (أوروبا، الشرق الأوسط وأفريقيا) | 13.7 مليون حتى 31 مارس 2011 (يشمل مبيعات المملكة المتحدة) | 2 ديسمبر 2005       |
| المملكة المتحدة                            | 9 مليون (إجمالي المبيعات )                                |                     |
| اليابان                                    | 1.62 مليون (إجمالي المبيعات )                             | 10 ديسمبر 2005      |
| أستراليا ونيوزيلندا                        | 1 مليون حتى 19 أبريل 2010                                 | 23 مارس 2006        |
| عالميًا                                     | 84 مليون حتى 9 يونيو 2014                                 |                     |

بدأت مايكروسوفت إنتاج إكس بوكس 360 قبل 69 يومًا فقط من الإطلاق، في 14 سبتمبر 2005. لم تتمكن مايكروسوفت من تلبية الطلب الأولي في أوروبا وأمريكا الشمالية، حيث بيعت جميع الأجهزة المتاحة فورًا في جميع المناطق باستثناء اليابان. تم عرض أربعين ألف وحدة للبيع على موقع eBay خلال الأسبوع الأول من الإصدار، شحنت مايكروسوفت 1.5 مليون وحدة: 900,000 في أمريكا الشمالية، 500,000 في أوروبا، و100,000 في اليابان
في مايو 2008، أعلنت مايكروسوفت عن بيع 10 ملايين جهاز إكس بوكس 360، وأصبحت بذلك أول وحدة ألعاب من الجيل الحالي تتجاوز هذا الرقم في الولايات المتحدة. كانت إكس بوكس 360 الجهاز الأكثر مبيعًا في فئة الأجهزة المنزلية من الجيل السابع حتى يونيو 2008، عندما تجاوزتها Wii. بنهاية مارس 2011، وصلت مبيعات إكس بوكس 360 في الولايات المتحدة إلى 25.4 مليون وحدة. بين يناير 2011 وأكتوبر 2013، كانت إكس بوكس 360 الجهاز الأكثر مبيعًا في الولايات المتحدة لمدة 32 شهرًا متتالية. بحلول نهاية عام 2014، تجاوزت مبيعات إكس بوكس 360 مبيعات Wii، مما جعل إكس بوكس 360 أفضل جهاز مبيعًا من الجيل السابع في الولايات المتحدة .
في كندا، باعت إكس بوكس 360 ما مجموعه 870,000 وحدة حتى 1 أغسطس 2008.
في أوروبا، باعت إكس بوكس 360 سبعة ملايين وحدة حتى 20 نوفمبر 2008.
تجاوزت 8 مليون وحدة في المملكة المتحدة بحلول فبراير 2013. تجاوزت مبيعات إكس بوكس 360 مبيعات Wii في وقت لاحق من ذلك العام، متجاوزة 9 ملايين وحدة، مما جعل إكس بوكس 360 الجهاز الأفضل مبيعًا من الجيل السابع في المملكة المتحدة، وثالث أفضل جهاز مبيعًا على الإطلاق في المملكة
تم بيع أكثر من مليون وحدة في إسبانيا طوال فترة حياة الجهاز.
تجاوزت إكس بوكس 360 حاجز المليون وحدة مباعة في اليابان في مارس 2009، ووصلت إلى 1.5 مليون وحدة في يونيو 2011. وبلغت المبيعات الإجمالية لإكس بوكس 360 في اليابان 1,616,218 وحدة. وعلى رغم أن إكس بوكس 360 باعت بشكل سيء في اليابان، إلا أنها تحسنت مقارنة بمبيعات إكس بوكس الأصلي، الذي بلغت مبيعاته الإجمالية 474,992 في النهاية شركة مايكروسوفت لم تتمكن من تحقيق تقدم كبير في مواجهة هيمنة سوني ونينتندو في السوق اليابانية.

## تطوير الألعاب
هو عملية تصميم وإنشاء الألعاب الإلكترونية، ويشمل عدة مراحل من التخطيط، التصميم، البرمجة، الرسومات، الصوت، والاختبار.
في عالم تطوير الألعاب، يتم اختبار الألعاب في بيئات خاصة قبل إصدارها للجمهور، ومن بين هذه البيئات شبكة PartnerNet، التي تُستخدم لاختبار الألعاب على منصات Xbox 360.
كانت شبكة PartnerNet هي شبكة خاصة للمطورين الذين يعملون على ألعاب 360 Xbox. تسمح هذه الشبكة للمطورين باختبار الألعاب والتأكد من عملها بشكل صحيح قبل إصدارها الى Xbox . ، ويشمل استخدامها أيضاً الصحافة المتخصصة في الألعاب التي يمكنها الوصول إلى نسخ تجريبية للألعاب.
PartnerNet تُعد بيئة آمنة للمطورين لاختبار ألعابهم، لكن بعض الحالات الخاصة، قد تحدث بعض التسريبات ( انتشار معلومات أو محتوى من ألعاب قيد التطوير قبل الإعلان الرسمي ) التي تكشف عن معلومات حساسة حول الألعاب قبل إصدارها رسمياً.

### تسريبات الألعاب عبر شبكة PartnerNet
على سبيل المثال، في 2007، قام أحد المطورين بكشف معلومات حول ألعاب مثل لعبة Ikaruga عبر شبكة PartnerNet. بعد ذلك، بدأ بعض الصحفيين في نشر تقارير حول ألعاب أخرى تم اختبارها على نفس الشبكة، مثل Jetpac Refuelled. هذه التسريبات كانت غير قانونية لأنها خالفت اتفاقية عدم الكشف (NDA) التي توقعها الأطراف المعنية.
ثم في 2010، تسربت نسخة كاملة من Sonic the Hedgehog 4: Episode I عبر الشبكة،

## الإرث و التاثير الذي تركه جهاز اكس بوكس 360 على سلسة اكس بوكس
حقق جهاز إكس بوكس 360 مبيعات أفضل بكثير من سابقه، وعلى الرغم من أنه لم يكن الجهاز الأكثر مبيعًا في الجيل السابع، إلا أنه يُعتبر نجاحًا كبيرًا لأنه عزز مكانة مايكروسوفت كقوة رئيسية في سوق أجهزة الألعاب
وعلى الرغم من انه أعلنت مايكروسوفت عن خليفة إكس بوكس 360، وهو إكس بوكس ون، في 21 مايو 2013. وفي 20 أبريل 2016، أعلنت مايكروسوفت عن نهاية إنتاج أجهزة إكس بوكس 360 الجديدة، .
استمر جهاز إكس بوكس 360 في الحفاظ على قاعدة لاعبين نشطة لسنوات بعد توقف النظام. تحدث فيل سبنسر مع Engadget في E3 2019 بعد الإعلان عن مشروع الجيل القادم من أجهزة إكس بوكس بعد إكس بوكس ون، قائلاً إن هناك "ملايين وملايين من اللاعبين" لا يزالون نشطين على إكس بوكس 360

### توافق العاب اكس بوكس 360 مع اكس بوكس وان و اكس بوكس سيريس اكس و اس
في 12 نوفمبر 2015، أتاحت مايكروسوفت عددًا من ألعاب إكس بوكس 360 للتشغيل على جهاز إكس بوكس ون.
وعند إصدار إكس بوكس سيريس X/S في عام 2020، تم التأكيد على توافقه مع ألعاب إكس بوكس 360.